# Marcos Kremer
Marcos Kremer (n. en Concordia el 30 de julio de 1997) es un jugador argentino de rugby que se desempeña como segunda línea o ala para Selección de rugby de Argentina y en el ASM Clermont Auvergne del Top 14.

## Carrera
En 2016 recibió su primera convocatoria para integrar el equipo de Argentina XV que se consagraría campeón del torneo Americas Rugby Championship 2016, equipo en el que participaron figuras de Los Pumas, como Juan Manuel Leguizamón y Lucas González Amorosino.
Fue convocado para integrar la Selección Argentina de Menores de 20, más conocida como Pumitas, que conseguiría el tercer puesto en el Campeonato Mundial de Rugby Juvenil 2016 disputado en Mánchester, Inglaterra.
Gracias a su gran desempeño en el Mundial Juvenil, siendo uno de los estandartes del equipo, Kremer fue citado para entrenarse con los Jaguares, la franquicia argentina que participa en el Super Rugby. Hizo su debut en aquel 2016, en el minuto '73 del partido frente a Highlanders. Debido a su buen desempeño, el juvenil continuó sus entrenamientos con la franquicia y participó del último encuentro frente a los Lions de Sudáfrica.

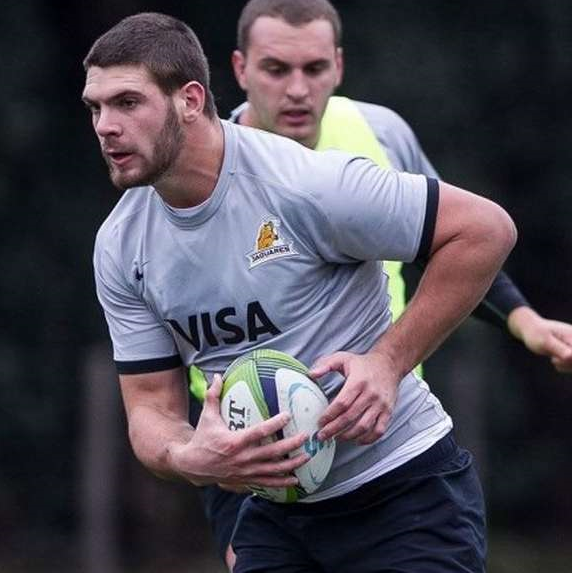
2016, jugando en Jaguares

Finalmente, fue convocado por Daniel Hourcade, Head Coach de la Selección Argentina de Rugby para disputar el Rugby Championship 2016.
Antes de partir al Stade Français Paris a mediados de 2020, había completado 52 partidos en Jaguares y 28 test matches en Los Pumas.